# History Line: 1914-1918
History Line: 1914-1918 (publié sous le titre Great War: 1914-1918  aux États-Unis) est un jeu vidéo de tactique au tour par tour développé et publié par Blue Byte Software en Europe et par Strategic Simulations aux États-Unis en 1992. Le jeu simule différentes batailles s’étant déroulées au cours de la Première Guerre mondiale.

## Accueil
| History Line: 1914-1918 |      |       |
| Média                   | Pays | Notes |
| CU Amiga                | GB   | 89%   |
| Gen4                    | FR   | 90%   |
| Joystick                | FR   | 83 %  |
| Tilt                    | FR   | 16/20 |